# Lepidasthenia magnacornuta
Lepidasthenia magnacornuta är en ringmaskart som först beskrevs av Moore 1903.  Lepidasthenia magnacornuta ingår i släktet Lepidasthenia och familjen Polynoidae. Inga underarter finns listade i Catalogue of Life.